# Bambous Virieux
Bambous Virieux är en ort i Mauritius.   Den ligger i distriktet Grand Port, i den sydvästra delen av landet, 30 km sydost om huvudstaden Port Louis. Bambous Virieux ligger 45 meter över havet och antalet invånare är 1 540. Den ligger på ön Mauritius.
Terrängen runt Bambous Virieux är kuperad åt nordväst, men österut är den platt. Havet är nära Bambous Virieux åt sydost.  Närmaste större samhälle är Centre de Flacq, 17,6 km norr om Bambous Virieux. 